# Hymny ambrozjańskie
Hymny ambrozjańskie − starożytne pieśni łacińskie, tradycyjnie uważane za ułożone i wprowadzone do liturgii w Kościele zachodnim przez św. Ambrożego z Mediolanu.
W powstałych w IV w. hymnach Ambroży ubrał teologię chrześcijańską w formę klasycznej wypowiedzi lirycznej, która odpowiadała ówczesnym gustom. Czyniąc to, znalazł nowy dla chrześcijaństwa sposób wypowiedzi i odegrał pierwszoplanową rolę w powstaniu nowej szkoły hymnodycznej. Św. Hilary z Poitiers, którego św. Izydor z Sewilli uznał za pierwszego autora łacińskiego hymnu kościelnego, są wraz z Ambrożym z Mediolanu uważani za pionierów zachodniej hymnodii eklezjalnej. Lebrecht Blücher Dreves, XIX-wieczny poeta niemiecki i tłumacz hymnów liturgicznych, nazwał Ambrożego „ojcem pieśni kościelnej”. Św. Izydor, który zmarł w 636, potwierdza tradycję znaną w Kościele, iż hymnarz ambrozjański rozprzestrzenił się z Mediolanu na cały zachodni świat.
Powstałe w starożytności i średniowieczu hymny metryczne, jak i te o niekonsekwentnej metryce, nawiązujące jednak w formie do pieśni przypisywanych św. Ambrożemu, uznawane były powszechnie za jego autorstwa, aż do momentu, w którym przeprowadzono właściwe badania naukowe nad ich pochodzeniem i historią użycia. Hymny te zwykło się nazywać amborozjańskimi. Obecnie termin ten nie jest odniesieniem do autorstwa jako takiego, lecz oznacza zbieżność formy lub przeznaczenie do użytku podczas liturgii kościelnej. Muzykolodzy uznają czternaście hymnów za rzeczywiste dzieło Ambrożego, trzy jako bardzo możliwe i jeden jako możliwie należący do spuścizny doktora miodopłynnego.

## Geneza hymnów
Jako pierwszy stworzył hymny kościelne w języku łaciński Św. Hilary z Poitiers, który jakiś czas przebywał na wygnaniu w Azji Mniejszej, gdzie zetknął się z pieśniami syryjskimi i greckimi Kościoła wschodniego. Ułożony przez niego Liber Hymnorum nie zachował się do naszych czasów. Hermann Adalbert Daniel w swym Thesaurus Hymnologicus sive Hymnorum z 1855 mylnie przypisał autorstwo siedmiu hymnów św. Hilaremu. Badacze znajdowali rzeczywiste podstawy dla uznania dwóch z nich − Lucis largitor splendide i Beata nobis gaudia − za dzieła Hilarego, do czasu, gdy jezuita Clemens Blume w wydanej w 1897 Analecta Hymnica zauważył błąd, ostatecznie podważając autorstwo Hilarego. Dwa hymny posiadają metrykę i budowę zbyt zbliżoną do uznanych hymnów Ambrożego i późniejszych, na nich wzorowanych. Jeśli chodzi o treść, zarówno Hilary jak i Ambroży walczyli z arianizmem. Mówiąc o wprowadzeniu hymnów do liturgii, św. Augustyn z Hippony użył wyrażenia: „zgodnie ze wschodnim stylem”.

## Późniejsze użycie terminu
Termin „ambrozjański” (łac. ambrosianum) został użyty w zredagowanej ok. 540 Regula Benedicti. Walahfrid Strabo uznał, iż termin „ambrozjański” w odniesieniu do hymnu, użyty w Regule przez św. Benedykta, oznaczał dla niego zarówno prawdziwe autorstwo Ambrożego, jak i charakterystyczny styl czy też formę, do której nawiązali późniejsi autorzy. Strabo zauważył ponadto, iż szereg hymnów jest błędnie przypisywanych doktorowi miodopłynnemu, „nie mając żadnego, dającego się logicznie wytłumaczyć podobieństwa, odznaczając się za to obcą dla Ambrożego nieskładnością”. Hermann Adalbert Daniel w rozdziale „S. Ambrosius et Ambrosiani” swojego hymnarza umieścił nie mniej niż dziewięćdziesiąt dwa hymny. Nie rozróżnił jednak, które rzeczywiście pochodzą od św. Ambrożego.

## Problem autorstwa

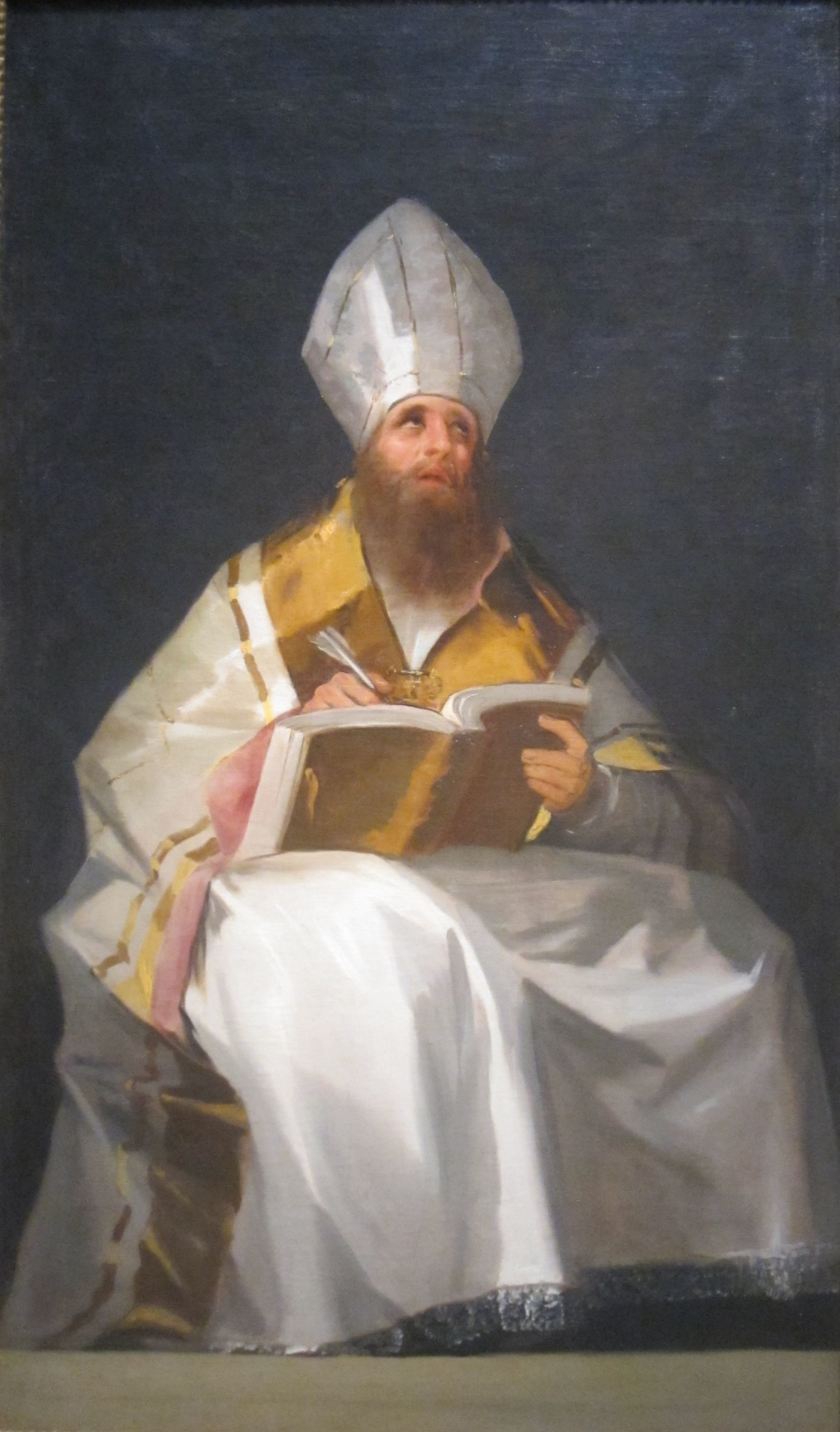
Św. Ambroży na obrazie Goi, koniec XVIII w.

Szkoła historyczno-krytyczna maurystów ograniczyła liczbę hymnów, których autorstwo można przypisać św. Ambrożemu, do dwunastu. Luigi Biraghi i Dreves uznał autorstwo osiemnastu. Kayser uznał cztery za autentyczne i cztery za cieszące się dużym prawdopodobieństwem autentyczności. Clemens Blume drobiazgowo przeanalizował wskazówki Chevaliera, odnoszące się do autentyczności hymnów, uznawanych za ambrozjańskie: dwadzieścia autentycznych, siedem przypisanych Ambrożemu, dwa autentyczne, ale ze znakiem zapytania, siedem przypisanych i ze znakiem zapytania oraz osiem najprawdopodobniej napisanych przez innych hymnistów. Nikt nie podważa autentyczności czterech hymnów:
- Æterne rerum Conditor
- Deus Creator omnium
- Jam surgit hora tertia
- Veni Redemptor gentium

Jeśli chodzi o pierwsze trzy, św. Augustyn cytował je osobiście, przypisując ich autorstwo św. Ambrożemu. Czwarty cytowany był przez Augustyna, biskupa Fausta z Riez, Kasjodora oraz papieża Celestyna I w aktach synodu z 430. Autorstwo Æterne rerum Conditor poświadcza również tożsamość słownictwa i struktura strof 4−7 i fragmentu ambrozjańskiego Hexameronu. Z wyżej wymienionych czterech hymnów ambrozjańskich tylko Æterne rerum Conditor znalazł użycie w katolickim Brewiarzu rzymskim. Odmawiano go w jutrzni niedziel od Oktawy Epifanii do I niedzieli Wielkiego Postu i od pierwszej niedzieli października do adwentu. Od 1971 w jutrzni niedziel zwykłych 1. i 3. tygodnia wydania typicznego brewiarza.
Za autentyczne hymny autorstwa Ambrożego mauryści uznali jeszcze:
- Illuminans altissimus
- Æterna Christi munera
- Splendor paternæ gloriæ
- Orabo mente Dominum
- Somno refectis artubus
- Consors paterni luminis
- O lux beata Trinitas
- Fit porta Christi pervia

Luigi Biraghi za autentyczne hymny ambrozjańskie uważa, oprócz czterech uznawanych przez wszystkich badaczy oraz trzech pierwszych z dodatkowej listy maurystów, jeszcze jedenaście:
- Nunc sancte nobis spiritus
- Rector potens, verax Deus
- Rerum Deus Tenax Vigor
- Amore Christi nobilis
- Agnes beatæ virginis
- Hic est dies verus Dei
- Victor Nabor, Felix pii
- Grates tibi Jesu novas
- Apostolorum passio
- Apostolorum supparem
- Jesu corona virginum